# Saxifraga hederacea
Saxifraga hederacea es una especie de planta alpina perteneciente al género Saxifraga. Es originaria de Europa, Asia y África.

## Taxonomía
Saxifraga hederacea fue descrita por Carlos Linneo y publicado en Sp. Pl. 405 1753.
Etimología
Saxifraga: nombre genérico que viene del latín saxum, ("piedra") y frangere, ("romper, quebrar"). Estas plantas se llaman así por su capacidad, según los antiguos, de romper las piedras con sus fuertes raíces. Así lo afirmaba Plinio, por ejemplo.
hederacea: epíteto
Sinonimia
- Cymbalariella hederacea (L.) Nappi
- Cymbalariella parviflora Nappi
- Lobaria hederacea (L.) Haw.
- Saxifraga parviflora Biv.[3]